# École communautaire internationale de Kigali
L'École communautaire internationale de Kigali, aussi appelée en anglais International Community School (KICS) est une école chrétienne à but non lucratif à Kigali, au Rwanda, fondée en 2006 et qui propose un programme éducatif de la maternelle à la 12e année. 
La KICS offre aux enfants de toutes nationalités une éducation comparable à celle offerte par le système public aux États-Unis.
La KICS dessert plus de 300 étudiants d'environ 27 nationalités différentes et est un projet de l'association américaine ROC Partners.
L'école reçoit deux accréditations en 2012. L'une provenait de l'Association of Christian Schools International (ACSI) et la seconde de la Middle States Association of Colleges and Schools (MSA).
L'école communautaire internationale de Kigali est située à Caisse Sociale Estates, Gaculiro, BP 6558, Kigali. Elle est membre de l'Association des écoles chrétiennes internationales depuis 2007.

## Histoire
Le développement de l'école communautaire internationale de Kigali (KICS) commença en novembre 2005 lorsque des familles chrétiennes expatriées se réunirent pour chercher des réponses aux besoins éducatifs de leurs enfants.
Une vision se forma autour des principes clés d'une école moyenne anglaise utilisant un programme américain avec une philosophie nettement chrétienne. La KICS fut originellement créée pour répondre aux besoins éducatifs des familles des missionnaires évangéliques et des travailleurs chrétiens. Les fondateurs de la KICS envisagèrent un ministère de soutien pour ces familles dont les enfants seraient plus facilement en mesure de faire la transition vers des écoles américaines.
Bien que la KICS donne avantage aux étudiants chrétiens, elle accueille à présent un public relativement diversifié.
En janvier 2006, les familles créent plusieurs coopératives d'écoles à domicile. En septembre 2006, ces clusters se regroupent dans une maison de quatre chambres de Food for the Hungry International (FHI) à Kacyiru. 
On retrouve les membres fondateurs du conseil d'administration de la KICS parmi les organisations suivantes : Christ's Church in Rwanda (CCR), World Relief, Opportunity Bank, Food for the Hungry International (FHI), Compassion International et un projet financé par l'USAID.
En novembre 2006, la Rwanda Outreach Community Partners (ROC) fut formée en tant qu'association de droit américain 501c3 dans l'État de l'Oklahoma pour acheter l'école et la salle de Caisse Sociale situées dans le domaine Vision 2020 de Gaculiro au nom de l'Église du Christ au Rwanda (CCR). La propriété fut achetée en février 2007. ROC Partners a invité KICS à emménager dans la propriété de l'école en avril 2007 en tant que partenaire dans l'éducation chrétienne avec ROC et CCR. Afin que KICS soit financièrement viable, Food for the Hungry International déménagea son bureau dans la propriété de la ROC et y est resté jusqu'en août 2008. Les investissements de FHI et de la ROC permirent à la KICS de faire la transition vers son nouvel environnement avec une clientèle croissante.
Alors que Kigali connait une croissance rapide du personnel expatrié, le besoin d'une école internationale de qualité a augmenté et il y a eu des visions contradictoires pour la KICS qui conduisirent à une transition au printemps 2009. Ces visions contradictoires encouragèrent une solidification de « l'éthique chrétienne » et un réengagement au service des missionnaires et de travailleurs chrétiens interculturels.
En septembre 2009, ROC Partners devient propriétaire de KICS. Cet alignement de la propriété par « l'institution-parapluie » consolide la position de la KICS en tant qu'institution légitime aux yeux des autorités locales. La vision fondatrice de la KICS a également été consolidée par un protocole d'accord renouvelable avec l'Africa Inland Mission (AIM) et la fusion de l'ancienne coopérative scolaire missionnaire à domicile, Jungle School, avec la KICS. Le partenariat de l'AIM et la fusion Jungle School/KICS sont une démonstration de la philosophie de l'unité et du partenariat chrétien qui a cour au Rwanda.
En août 2010, KICS a commencé son auto-apprentissage pour l'accréditation ACSI/MSA qui est entrée en vigueur le 1er janvier 2012. Dans le cadre de ce processus, KICS a achevé la construction d'un centre des médias/bibliothèque et laboratoire scientifique en juillet 2012. Il s'agissait de la phase II d'un plan de développement en trois phases. La phase I a été achevée au cours des étés 2010 et 2011 grâce à des modifications du bâtiment primaire. La phase trois prévoyait l'agrandissement des installations.
En 2013, la KICS offre une pratique du basket-ball et du volley-ball en plus d'un programme de football.
En 2015, la KICS reçoit un rapport positif des institutions d'accréditation grâce à son avance sur le calendrier du plan d'amélioration continue de l'école. Avec une croissance institutionnelle et académique substantielle, elle termine alors sa première accréditation de 7 ans avec une bonne notation.
En 2016, la KICS entame sa vision d'expansion sur le complexe actuel et construit un nouveau bâtiment de classes. Cette croissance reflète les plans de l'école pour une croissance et un développement continus qui auront un impact sur les générations.